# More Than Friends
More than Friends – singiel rumuńskiej piosenkarki Inny, pochodzący z jej trzeciego albumu Party Never Ends. Został wydany 23 stycznia 2013 przez rumuńską wyrwórnię muzyczną Roton Music. Utwór został nagrany wspólnie z Daddy Yankee.

## Teledysk
Rozpoczyna się on ujęciami z plaży, na których widać idących pięciu mężczyzn, trzymających w rękach deski surfingowe. Inna tańczy w jednoczęściowym różowo-czarnym stroju kompielowym, adorując surferów wspólnie z innymi plażowiczkami. Później Inna wraz z innymi ludźmi znajduje się na imprezie w basenie, na której ludzie strzelają do siebie z pistoletów na wodę. Następnie gościnnie pojawia się Daddy Yankee, który śpiewa swoją zwrotkę na plaży. Teledysk kończy się wieczorną imprezą w basenie, oraz piosenkarką w objęciach mężczyzny z początku nagrania.

## Notowania na listach przebojów
| Kraj      | Notowanie (2013)  | Najwyższa pozycja |
| --------- | ----------------- | ----------------- |
| Belgia    | Ultratip Wallonia | 8                 |
| Bułgaria  | Media Forest      | 7                 |
| Francja   | SNEP              | 92                |
| Hiszpania | PROMUSICAE        | 7                 |
| Polska    | Dance Top 50      | 1                 |
| Polska    | Video Chart       | 2                 |